# Montagnes du Trou d'Eau
De Montagnes du Trou d'Eau vormen een bergketen in het centrum van Haïti. Evenals de Chaîne des Matheux is het een uitloper van de Sierra de Neiba in de Dominicaanse Republiek. De keten loopt van het noordwesten naar het zuidoosten. Het gebergte is voor het grootste deel ontbost.